# Rya Kihlstedt
Rya Kihlstedt (Lancaster, Pensilvania, 5 de agosto de 1970) es una actriz estadounidense. Es popular por haber protagonizado la película Home Alone 3 de 1997 y por sus papeles como Dra. Michelle Ross en la serie de televisión Dexter y Marilyn Rhodes en el drama musical Nashville.

## Biografía
Kihlstedt se graduó en 1991 en artes teatrales. En 1994 se casó con el actor Gil Bellows. Tienen dos hijos, Ava Emanuelle (1999) y Giovanni (2001). Es hermana de la violinista Carla Kihlstedt.
En 1995, Kihlstedt interpretó a Lizzie Elmsworth en la adaptación al cine de la novela de Edith Wharton The Buccaneers. En 1997 encarnó a Alice Ribbons, una ladrona, en la comedia Home Alone 3 (1997). En 1998 protagonizó junto a Peter Gallagher la película para televisión Brave New World, basada parcialmente en la novela del mismo nombre escrita por Aldous Huxley.
Interpretó a la Dra. Michelle Ross en la serie de crimen Dexter y a la productora discográfica Marilyn Rhodes en Nashville. Entre 2015 y 2016 encarnó a Erica Kravid en la serie de ciencia ficción Heroes Reborn. Otras apariciones en televisión incluyen series como Early Edition, Criminal Minds y NCIS.

## Filmografía
| Año     | Título                                | Rol                 | Notas          |
| ------- | ------------------------------------- | ------------------- | -------------- |
| 1993    | Arctic Blue                           | Anne Marie          |                |
| 1997    | Hudson River Blues                    | Laura               |                |
| 1997    | Home Alone 3                          | Alice Ribbons       |                |
| 1998    | Deep Impact                           | Chloe               |                |
| 1998    | Jaded                                 | Patricia 'Pat' Long |                |
| 1998    | "Brave New World"                     | Lenina Crowne       | Telefilm       |
| 1999    | Frontline                             | Catherine           |                |
| 1999    | Say You'll Be Mine                    | Katherine           |                |
| 2009    | Women in Trouble                      | Rita                |                |
| 2010    | Elektra Luxx                          | Rita                | No acreditada  |
| 2012    | Intelligence                          | Jaye Gardner        | Película corta |
| 2013    | Three Days in Havana                  | Rita                |                |
| 2014    | Sticks                                | Deirdre             | Película corta |
| 2015    | The Atticus Institute                 | Judith Winstead     |                |
| 2022    | Superman Y Lois (Serie de televisión) | Ally Allston        | 15 Capítulos   |
| 2022-¿? | Obi-Wan Kenobi                        | Cuarta Hermana      |                |
| 2025    | Destino Final: Lazos de Sangre        | Darlene Lewis       |                |